# Pelican Narrows
Pelican Narrows är en ort i Kanada.   Den ligger i provinsen Alberta, i den centrala delen av landet, 2 700 km väster om huvudstaden Ottawa. Pelican Narrows ligger 541 meter över havet och antalet invånare är 162. Den ligger vid sjön Moose Lake.
Terrängen runt Pelican Narrows är platt. Runt Pelican Narrows är det mycket glesbefolkat, med 6 invånare per kvadratkilometer.. Närmaste större samhälle är Bonnyville, 9,9 km öster om Pelican Narrows. 
Omgivningarna runt Pelican Narrows är en mosaik av jordbruksmark och naturlig växtlighet.